# François Victor Masséna
Francois Victor Masséna, 2e hertog van Rivoli en 3e prins van Essling (Antibes, 2 april 1799 - 16 april 1863) was een Franse amateur- vogelkundige. Masséna verzamelde een grote vogelcollectie van 12.500 specimens, die hij in 1846 verkocht aan Thomas Bellerby Wilson en daarna in bezit kwam van de Philadelphia Academy of Natural Sciences (sinds 2011 opgegaan in de Drexel Universiteit). Massena beschreef vijf nieuwe soorten papegaaien waaronder de groenwangparkiet (Pyrrhura molinae). In 1823 trouwde hij met Anna de Belle. Collega-onderzoeker René Primevère Lesson vernoemde naar haar de Anna's kolibrie (Calypte anna).

## Bron
- Dit artikel of een eerdere versie ervan is een (gedeeltelijke) vertaling van het artikel Francois Victor Massena, 2nd Duke of Rivoli op de Engelstalige Wikipedia, dat onder de licentie Creative Commons Naamsvermelding/Gelijk delen valt. Zie de bewerkingsgeschiedenis aldaar.

- International Standard Name Identifier: 0000 0004 6354 9527
- Library of Congress Control Number: no2017085993
- Virtual International Authority File: 1057145857103522922262
- WorldCat: E39PBJcRbMvTRfDv4qdTFvcHG3